# Chacachacare
Chacachacare () è un'isola deserta della Repubblica di Trinidad e Tobago con una superficie di 3,6 km²: fa parte delle isole Bocas ubicate nello stretto denominato le Bocche del Drago che separa Trinidad dal Venezuela.
Chacachacare è la più occidentale delle isole trinidadiane Bocas: l'isola di Patos, infatti, che giace ancora più ad occidente è stata ceduta nel 1942 da Trinidad e Tobago al Venezuela.

## Storia

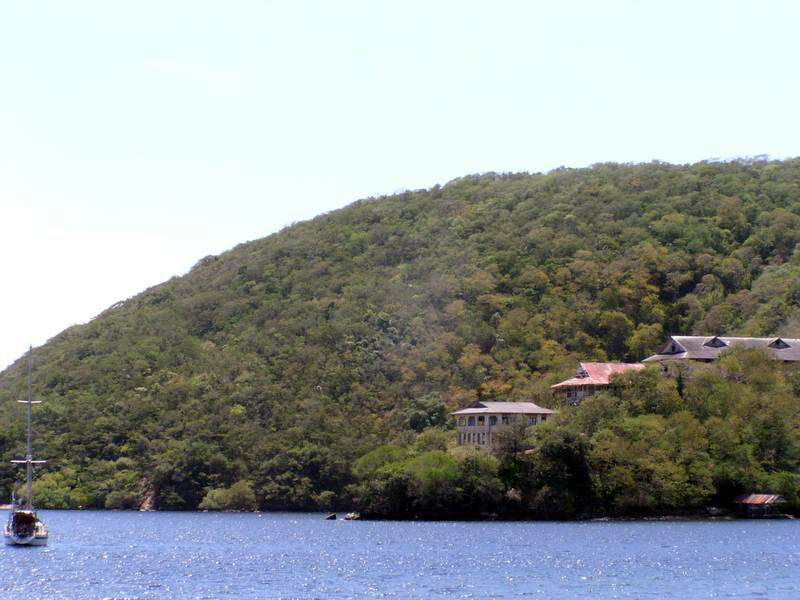
Il convento delle suore ormai abbandonato

Denominata originariamente El Caracol (la chiocciola) da Cristoforo Colombo per via della sua forma, in epoche diverse è stata utilizzata per impiantarvi piantagioni di cotone, stazioni baleniere e un lebbrosario.
"Chacachacare, a ovest della prima Boca, è a forma di ferro di cavallo ed è molto collinosa. Le colline degradano verso l'interno del ferro di cavallo. Alla giunzione dei bracci del ferro di cavallo la terra è piatta e paludosa. Durante i periodi di marea primaverile o quando il mare è agitato l'acqua del mare passa sopra l'istmo. Quando c'è mare calmo verso est, le barche possono essere portate alla baia La Tinta così chiamata a causa del colore nero della sabbia: l'acqua, sebbene cristallina, sembra nera a causa della sabbia sottostante.
Nel 1791 molta gente viveva nell'isola, dedicandosi alla coltivazione della terra e delle sugar apples (Annonaceae). Durante il periodo della tratta degli schiavi vennero coltivate grandi quantità di cotone, attività poi abbandonata alla fine dello schiavismo. Successivamente, quando il prezzo del cotone toccò cifre altissime, tale industria venne nuovamente impiantata da Gerold e Urich. Furono costruite anche tre o quattro stazioni baleniere condotte da Gerold e Urich, Tardieu ed F. Urich e Soci.
Guardando in direzione di Boca Grande è possibile vedere le montagne venezuelane distanti 12.9 km. Nei giorni tersi esse sembrano ancora più vicine. Sul lato di terra prospiciente la baia si trova una striscia di mancinelle, tra le piante più velenose al mondo. Alti cactus e aloe crescono sulle scogliere della costa meridionale. C'è una spiaggia ciottolosa - Bande de Sud - al cui interno c'è una laguna dalla quale in tempi passati gli abitanti dell'isola cercavano di estrarre il sale.

Intorno al 1887 un molo di pietra e una grande casa a uso sanatorio furono costruiti sull'isola da S. Chittendon. Attualmente sull'isola c'è solo un faro a ovest e il lebbrosario."

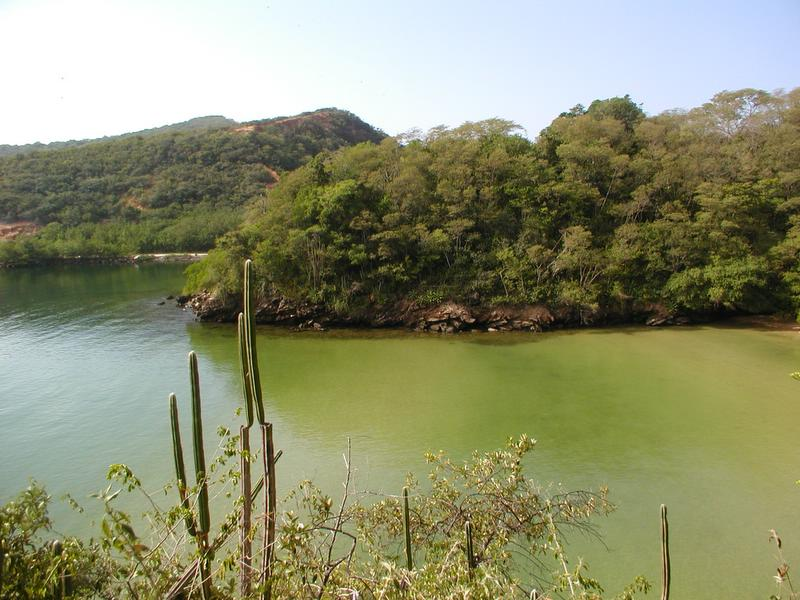
Foresta arida tropicale di Chacachacare

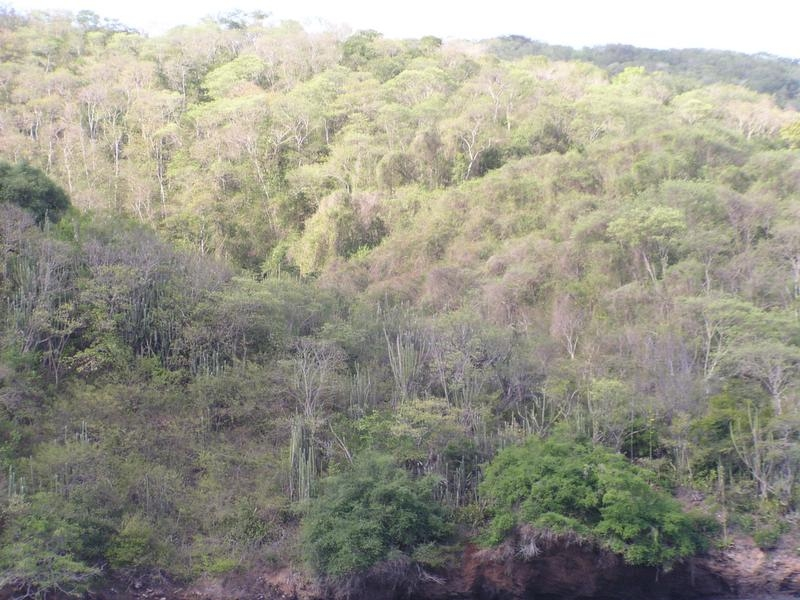
Foresta arida tropicale su Chacachacare che mostra la natura decidua della vegetazione durante la stagione secca

Oggi Chacachacare è disabitata fatta eccezione per il personale che gestisce un faro sull'isola risalente al 1896 e per il Tempio Hindu costruito nel 1945 per consentire il culto religioso dei lebbrosi e tuttora in funzione. È anche usata con regolarità per il campeggio e le visite delle imbarcazioni da diporto. Molti trinidadiani vanno a villeggiare su quest'isola come pure su quelle di Monos e Huevos usando l'espressione “andare giù alle isole”.
Le isole furono individuate da Cristoforo Colombo durante il suo terzo viaggio nel Nuovo Mondo il 12 agosto 1498 e la sua piccola flotta trascorse la notte ormeggiata nel Porto delle Scimmie. Egli ribattezzò l'isola il Porto dei Gatti perché sentì ruggiti che riteneva fossero di gattopardo ma che erano in realtà dovuti alle scimmie urlatrici.
Nel 1813 il patriota venezuelano Santiago Mariño usò Chacachacare come base per l'invasione del Venezuela durante la guerra d'indipendenza. Le rovine della casa di Mariño sono ancora visibili nella Baia Mariño.
Nel 1880 sull'isola venne costruita ad opera dei domenicani la chiesa di Santa Caterina, una scuola e un convento nel quale si insediarono delle suore domenicane.
Intorno al 1920 fu deciso dal governo britannico di separare i lebbrosi di Trinidad dal resto della popolazione trasferendoli a Chacachacare. Molti lebbrosi vivevano sparpagliati per conto loro in abitazioni dell'isola. Altri venivano assistiti dalle suore che utilizzavano il cibo spedito dalla madre-terra. Quelli che non potevano badare a se stessi venivano ricoverati nell'ospedale di Sunda Bay capace di 260 posti.
Nel 1942, 1.000 marine statunitensi furono di stanza a Chacachacare dove costruirono alcune caserme tenendole separate dal resto della popolazione e soprattutto dai lebbrosi con recinzioni di filo spinato.
Negli anni '50 del secolo scorso le suore abbandonarono Chacachacare che divenne infine totalmente disabitata nei successivi anni '80 quando anche l'ultimo lebbroso lasciò l'isola per tornare a Trinidad.

## Luoghi

### Rocce Bolo
Le Rocce Bolo sono una serie di rocce situate nella zona sud-occidentale di Chacachacare. Sono così chiamate dopo che uno schiavo di nome Bolo vi lavorò per una stazione baleniera.

### Isola Cabresse
L'isola Cabresse è un piccolissimo isolotto situato al largo del punto più settentrionale di Chacachacare.